# Ssese
Ssese je souostroví v severozápadní části Viktoriina jezera, které patří Ugandě. Tvoří ho 84 ostrovů, z nichž největší je Bugala, dalšími jsou Bubeke, Bubembe, Bufumira, Bugaba, Bukasa, Buyova, Funve, Serinya, Damba, Koome a Luwaji. Dělí se do dvou skupin, Bugala a Koome, oddělených průlivem Koome. Největším městem je Kalangala, která je střediskem stejnojmenného distriktu. Ostrovy obývají příslušníci bantuského etnika Bassese. Živí se rybolovem (nejčastěji loveným druhem je robalo nilský), pastevectvím, těžbou dřeva a výrobou palmového oleje. Na ostrově Bugala se nachází tepelná elektrárna využívající bionaftu. Turisté se mohou na ostrovy dostat lodí z města Entebbe.